# André Patin
Pour les articles homonymes, voir Patin.
André Patin est un ancien joueur et ancien entraineur français de volley-ball né le 1er mars 1949.
André Patin commence le volley-ball en 1967 à Bois-Colombes avant de rejoindre le club d'Asnières en 1970, il y jouera jusqu'à la fin de sa carrière de joueur en 1984.
Il a connu 22 sélections en équipe de France entre 1974 et 1977.
André Patin reste avec l'ancien président André Le Guillou, la figure emblématique indissociable du club d'Asnières.
Il est le père de Mathias Patin, qui fut également sélectionné en équipe de France.

## Palmarès
- Championnat de France (3)
  - Vainqueur : 1979, 1980, 1984
  - Finaliste : 1978, 1982, 1983
- Coupe de France (1)
  - Vainqueur : 1984